# ルカ・フォルテ (画家)
ルカ・フォルテ（Luca Forte、1600年と1605年の間に出生、1660年頃死亡）は、イタリアの画家である。17世紀のナポリで、ジャコモ・レッコ(Giacomo Recco:1603-1653)やパオロ・ポルポラ(Paolo Porpora: 1617-1673)らと、静物画のスタイルを作りあげた。

## 略歴
ナポリの生まれである。その生涯についてほとんど知られていない。戦闘シーンを得意とする画家、アニエロ・ファルコーネ(Aniello Falcone: 1607–1656) と親しかったとされる。静物画を描き、ナポリの貴族カラファ家(House of Carafa)やルッフォ家(Ruffo di Calabria)を顧客にして成功した。
1656年から1658年の間にナポリ王国で100万人以上の犠牲者をだした疫病の流行で1660年頃に亡くなったとされるが、没年を1670年とする説もある。
ナポリにおける静物画のスタイルはジョバン・バッティスタ・ルオッポロ(Giovan Battista Ruoppolo: 1629–1693)やジュゼッペ・レッコ(Giuseppe Recco: 1634–1695) に引き継がれた。

## 作品

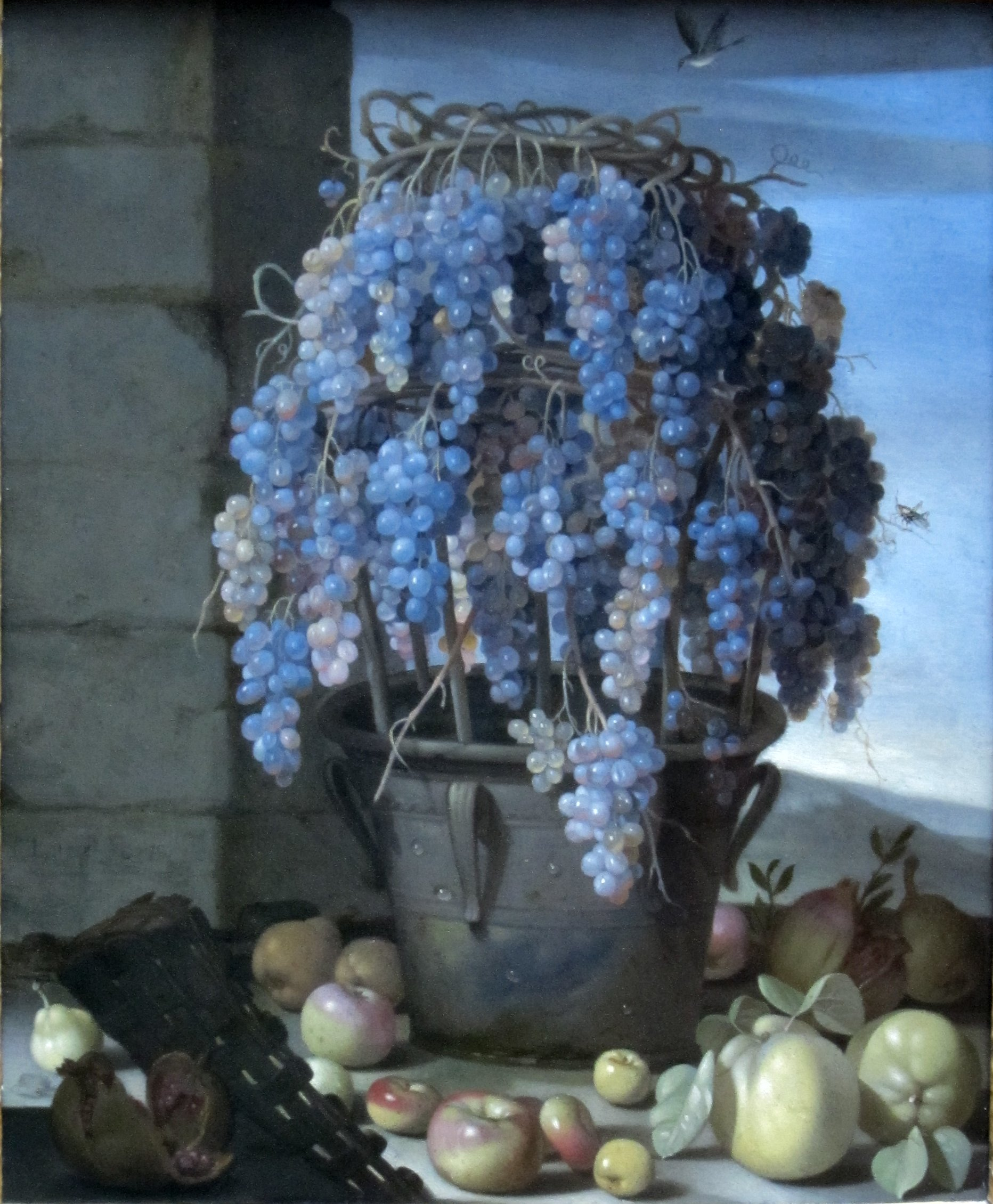
「葡萄などの果物ある静物画」
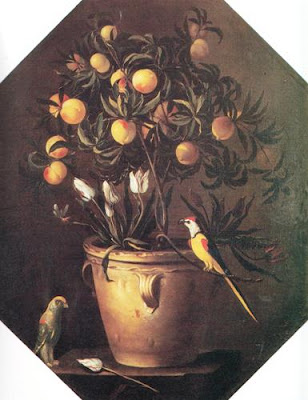
桃の木とオウム
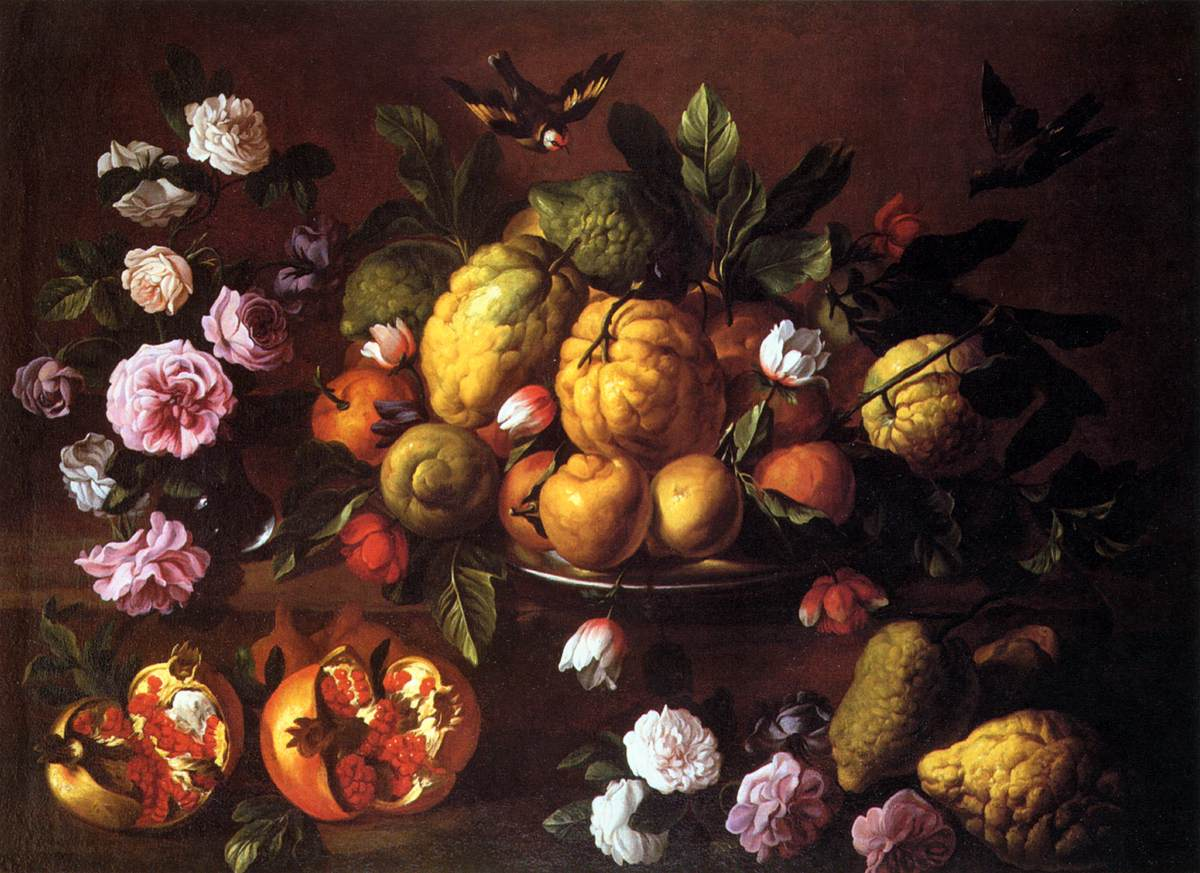
静物画